# Воскресенская церковь (Сумы)
Воскресенская церковь (Воскресенский собор) — православный храм в центре города Сумы. Самое старое каменное строение города (1702 год). В советские времена в её здании находился музей прикладного искусства.
С 2019 года — действующая церковь Православной церкви Украины.

## Описание

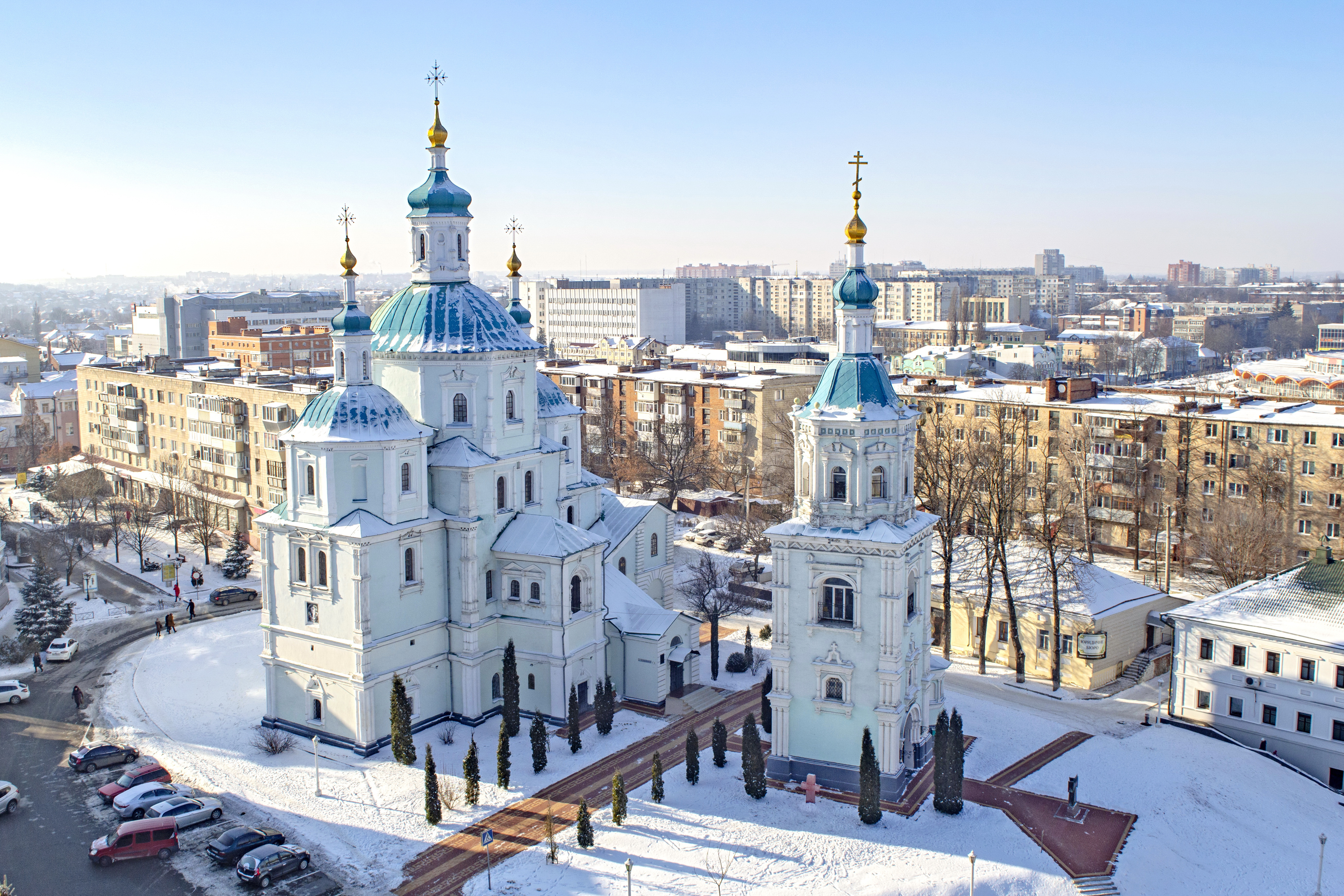
Воскресенский собор на фоне окружающей застройки

Аутентичный вид Воскресенской церкви не сохранился, и современный вид храм приобрел в результате многочисленных перестроек и реставраций — последняя значительная — при СССР в 70-е годы XX века, в настоящее время также осуществляются отдельные восстановительные работы.
Воскресенская церковь — трехсрубное сооружение, относится к особо ценному типу храмов, в котором гармонично сочетаются традиционные приемы и черты деревянной и каменной украинской архитектуры.
Архитектурно-планировочной особенностью Воскресенской церкви является её двухъярусность. Нижний (теплый, «зимний») храм был освящен во имя Андрея Первозванного, небесного покровителя Андрея Кондратьева, верхний — во имя Воскресения Христа.
Церковь была не только святой обителью, но и оборонительным сооружением, о чём свидетельствуют чрезвычайно грубые стены (их толщина достигает 1,5 м) и глубоко врезанные окна. Большой подвал имел подземные ходы к реке Псел.
Первоначальная колокольня храма была шатровой. Она примыкала к основному объёму церкви. Новая, ныне существующая отдельно расположенная храмовая колокольня сооружена в 1906 г. в стиле барокко (необарокко).

## История
Воскресенскую церковь возвели в конце XVII — начале XVIII веков за счет первых сумских полковников Герасима и Андрея Кондратьевых. Освящение храма состоялось в 1702 году — дата традиционно считается годом возведения церкви.
Воскресенская церковь была первой каменной церковью Сум.
Храм служил усыпальницей рода Кондратьевых. Некоторое время он также выполнял оборонительные функции, привычные для зданий, в частности храмов в Украине фактически до конца XVIII века.
В советское время использовалась под склады производства Облпостачу. Впоследствии в здании церкви долгое время располагался отдел декоративно-прикладного искусства Сумского художественного музея.
Значительные реставрационные работы в Воскресенской церкви были осуществлены в 1970-х годах, в результате чего храм приобрел свой современный вид.
После обретения независимости Украины Воскресенская церковь, которая находилась тогда и находится поныне (конец 2000-х годов) в аварийном состоянии, была единственным храмом, переданным в ведение религиозной общины УПЦ КП, остальные храмы являются новостроями. Воскресенская церковь Свято-Воскресенским кафедральным собором Сумской епархии УПЦ Киевского патриархата.
В декабре 2002 года общественность Сум отметила 300-летие этого выдающегося историко-архитектурного памятника.

## Легенда
С историей Свято-Воскресенского собора связано много легенд.
По одной из них, основатель города Герасим Кондратьев имел сестру Марию, у которой был задиристый нрав. В те времена Сумы страдали от злодеяний ватаги разбойников, что грабили жителей города и его окрестностей. В конце концов разбойников схватили, но атаманом ватаги оказалась Мария, сестра Герасима Кондратьева. На семейном совещании властолюбивый брат принял нелегкое, но справедливое решение — замуровать лихую сестру в стенах тогдашней церкви.
И на самом деле, во время более поздних обследований храмовых стен и подземелий, были найдены ходы, что вели к реке Псел, а также обнаружены останки женского тела.